# Pandemonium (Computerspiel)
Pandemonium (Englisch: „Chaos“ bzw. „Tumult“, von altgriechisch: παν pan „all“ bzw. „ganz“ und δαίμων daimon „göttliches Wesen“, siehe Pandämonium) ist ein Videospiel der Firma Toys for Bob. Es erschien 1996 für PlayStation, wurde später auf zahlreiche weitere Plattformen portiert. Ein Jahr später folgte der Nachfolger Pandemonium 2.

## Spielprinzip
Bei beiden Spielen handelt es sich um Jump ’n’ Run, das in 3D-Darstellung gehalten ist, jedoch Bewegungen nur in zwei Dimensionen zulässt. Die beiden wählbaren Spielfiguren haben unterschiedliche Eigenschaften. So kann Nikki z. B. einen Doppelsalto ausführen und somit höher springen, Fargus dagegen seinen sprechenden Stab als Wurfgeschoss einsetzen.

## Rezeption
Pandemonium besitze eine edle, nahezu fehlerlose Optik und spiele sich dabei flüssiger als Konkurrent Crash Bandicoot. Der Soundtrack sei interaktiv. Die Grafik sei faszinierend und die gewählten Blickwinkel intelligent gewählt. Die Steuerung sei intuitiv, die Charaktere witzig und der Handlungsstrang motivierend.
Es böte ungeheure grafische Vielfalt und eine unkomplizierte Steuerung. Dies sei neuartig im Genre, insbesondere auf dem PC. Es verdränge daher die Konkurrenz Rayman oder das ältere Sonic. Die Speicherung der Spielstände über ein System mit Passwörter sei hingegen nicht gut gelöst. Es handele sich um eine gelungene Konvertierung von Playstation auf den PC. Das Leveldesign sei einfallsreich. Elemente aus Super Mario, Nights into Dreams … Sonic the Hedgehog und Clockwork Knight werden in einem eigenständigen Kontext erfolgreich neu zusammengefügt. Lediglich die Gegner seien nicht abwechslungsreich.